# Leende dansmusik 83
Leende dansmusik 83 är ett studioalbum från 1983 av det svenska dansbandet Matz Bladhs. Det placerade sig som högst på 50:e plats på den svenska albumlistan. Albumet var det första LP med Göran Lindberg som bandets sångare, tidigare var Matz Bladhs sångare

## Låtlista
1. Dröm om mej (Save Your Love)
2. Dröm dig bort ibland (Preterd)
3. En sista gång (Never Again)
4. En liten vit Gardenia (A White Little Gardenia)
5. Gloria
6. Har du aldrig varit ensam (Have You Ever Been Lonely)
7. Tennessee Waltz
8. Kom igen och sjung min sång (Come Along and Sing My Song)
9. Orgeln på vinden
10. Ta tillvara lyckans stunder
11. En månskenspromenad
12. Jag vill dansa med dig (You Belong to My Heart)
13. Du tror nog jag är blåögd (No Fool Like an Old Fool)
14. Vi möts igen (We'l Meet Again)

## Listplaceringar
| Lista (1983) | Topplacering |
| ------------ | ------------ |
| Sverige      | 50           |